# Kohumono
El kohumono és una llengua que es parla al sud-est de Nigèria, a la LGA d'Obubra, a l'estat de Cross River.
El kohumono forma part del sub-grup lingüístic de les llengües kohumono, que formen part de les llengües de l'Alt Cross Central. Les altres llengües que formen part d'aquest grup de llengües són l'agwagwune i l'umon.

## Ús
El kohumono és una llengua vigorosa (6a); tot i que no està estandarditzada, és parlada per gent de totes les edats.

## Població i religió
El 92% dels 28.000 kohumonos són cristians; d'aquests, el 50% són protestants, el 25% són d'esglésies cristianes independents i el 25% són catòlics. El 8% de kohumonos restants creuen en religions tradicionals africanes.